# هری هزلم
هری هزلم (انگلیسی: Harry Haslam; ۷ فوریهٔ ۱۸۸۳ – ۷ فوریهٔ ۱۹۵۵) بازیکن هاکی روی چمن اهل بریتانیا بود.